# Ceriporia ferrugineocincta
Ceriporia ferrugineocincta är en svampart som först beskrevs av William Alphonso Murrill, och fick sitt nu gällande namn av Leif Ryvarden 1980. Ceriporia ferrugineocincta ingår i släktet Ceriporia och familjen Phanerochaetaceae.   Inga underarter finns listade i Catalogue of Life.